# Douglas Fairbanks, Jr., Presents
Douglas Fairbanks, Jr., Presents è una serie televisiva statunitense e britannica in 156 episodi trasmessi per la prima volta nel corso di 5 stagioni dal 1953 al 1957.
È una serie di tipo antologico in cui ogni episodio rappresenta una storia a sé. Gli episodi sono storie di genere drammatico e vengono presentati e, occasionalmente, interpretati da Douglas Fairbanks Jr. (accreditato anche come produttore per la prima stagione).

## Interpreti
La serie vede Buster Keaton in uno dei suoi primi ruoli drammatici nell'episodio The Awakening. L'attore inglese Christopher Lee appare in vari ruoli in 16 episodi. Fairbanks Jr. appare in 48 episodi. La serie vede inoltre la partecipazione di numerosi attori molti delle quali interpretarono diversi ruoli in più di un episodio.
- Douglas Fairbanks Jr. (156 episodi, 1953-1957)
- Christopher Lee (16 episodi, 1953-1956)
- Ron Randell (10 episodi, 1953-1957)
- Barbara Mullen (9 episodi, 1953-1956)
- Clifford Evans (8 episodi, 1953-1956)
- MacDonald Parke (8 episodi, 1953-1956)
- Robert Beatty (7 episodi, 1954-1957)
- Betty McDowall (7 episodi, 1954-1956)
- Martin Benson (7 episodi, 1953-1956)
- James Hayter (6 episodi, 1953-1956)
- Renée Asherson (5 episodi, 1953-1956)
- Eunice Gayson (5 episodi, 1954-1955)
- Patrick Holt (5 episodi, 1954-1956)
- Ingeborg von Kusserow (5 episodi, 1953-1956)
- Lee Patterson (5 episodi, 1954-1957)
- Robert Ayres (5 episodi, 1954-1956)
- Gene Anderson (5 episodi, 1955-1956)
- Bill Nagy (5 episodi, 1954-1955)
- Peggy Ann Clifford (5 episodi, 1954-1956)
- Cyril Cusack (5 episodi, 1953-1956)
- Lloyd Lamble (5 episodi, 1953-1956)
- Liam Redmond (4 episodi, 1953-1955)
- Nora Swinburne (4 episodi, 1954-1956)
- Greta Gynt (4 episodi, 1953-1957)
- Paul Carpenter (4 episodi, 1953-1956)
- Karel Stepanek (4 episodi, 1954-1956)
- Peter Illing (4 episodi, 1953-1955)
- Alexander Gauge (4 episodi, 1954-1956)
- Rolf von Nauckhoff (4 episodi, 1955-1956)
- John Warwick (4 episodi, 1953-1954)
- John Le Mesurier (4 episodi, 1955-1957)
- Carl Duering (4 episodi, 1953-1954)
- Lily Kann (4 episodi, 1954-1956)
- Gerard Heinz (4 episodi, 1953-1956)
- Mary Merrall (4 episodi, 1953)
- Tommy Duggan (3 episodi, 1953)
- Finlay Currie (3 episodi, 1954-1956)
- André Morell (3 episodi, 1955-1956)
- James Kenney (3 episodi, 1953-1956)
- Peter Reynolds (3 episodi, 1953)
- Betta St. John (3 episodi, 1955-1957)
- Eddie Byrne (3 episodi, 1955-1956)
- Lois Maxwell (3 episodi, 1956)
- Phil Brown (3 episodi, 1953-1955)
- Eileen Moore (3 episodi, 1953-1955)
- Mary Steele (3 episodi, 1956)
- Joseph Tomelty (3 episodi, 1953-1955)
- Sandra Dorne (3 episodi, 1953-1954)
- William Franklyn (3 episodi, 1956-1957)
- Lorraine Clewes (3 episodi, 1953-1956)
- Eric Pohlmann (3 episodi, 1954-1956)
- Carl Jaffe (3 episodi, 1954)
- Michael Ripper (3 episodi, 1955-1957)
- Josephine Griffin (3 episodi, 1955-1956)
- Tony Quinn (3 episodi, 1954-1956)
- Maurice Kaufmann (3 episodi, 1955-1956)
- Alan Gifford (3 episodi, 1954-1955)
- Althea Orr (3 episodi, 1954)
- Richard Molinas (3 episodi, 1954-1955)
- Warren Stanhope (3 episodi, 1953-1954)
- Cecil Brock (3 episodi, 1955-1956)
- Kenneth Haigh (3 episodi, 1955-1956)
- Betty Warren (3 episodi, 1953-1954)
- Tim Turner (3 episodi, 1953-1954)
- Alastair Hunter (3 episodi, 1953-1955)
- Christopher Rhodes (2 episodi, 1953-1956)
- Sybil Thorndike (2 episodi, 1954)
- Richard O'Sullivan (2 episodi, 1955-1956)
- Ella Raines (2 episodi, 1956)
- Muriel Pavlow (2 episodi, 1953-1955)
- Lou Jacobi (2 episodi, 1953-1954)
- Scott McKay (2 episodi, 1953)
- Joan Tetzel (2 episodi, 1953)
- Tilda Thamar (2 episodi, 1954-1955)
- Miles Malleson (2 episodi, 1954)
- Ian Hunter (2 episodi, 1955-1956)
- Frank Latimore (2 episodi, 1955-1956)
- Eleanor Summerfield (2 episodi, 1955)
- Luciana Paluzzi (2 episodi, 1956-1957)
- Lana Morris (2 episodi, 1953-1954)
- Elizabeth Sellars (2 episodi, 1953)
- June Thorburn (2 episodi, 1953)
- Dulcie Gray (2 episodi, 1954)
- Delphi Lawrence (2 episodi, 1955-1956)
- Eva Maria Meineke (2 episodi, 1955-1956)
- Laurence Payne (2 episodi, 1955-1956)
- Richard Palmer (2 episodi, 1956)
- Dermot Walsh (2 episodi, 1956)
- Sean Barrett (2 episodi, 1953-1956)

## Produzione
La serie fu prodotta da Douglas Fairbanks Jr. Productions e National Broadcasting Company e girata negli Elstree Studios e nei Neptune Studios a Borehamwood in Inghilterra. Le musiche furono composte da Allan Gray, John Bath e Bretton Byrd.

### Registi
Tra i registi sono accreditati:
- Lance Comfort in 20 episodi (1953-1957)
- Lawrence Huntington in 18 episodi (1953-1956)
- Harold Huth in 18 episodi (1955-1956)
- Leslie Arliss in 14 episodi (1953-1956)
- Derek N. Twist in 14 episodi (1954-1957)
- Arthur Crabtree in 12 episodi (1954-1956)
- Michael McCarthy in 11 episodi (1954-1956)
- Charles Saunders in 9 episodi (1953-1954)
- Bernard Knowles in 7 episodi (1953-1956)
- Roy Rich in 6 episodi (1955)
- Terence Fisher in 5 episodi (1953-1955)
- Dennis Vance in 5 episodi (1955-1956)
- John Gilling in 4 episodi (1953-1955)
- Charles Frank in 3 episodi (1953-1954)
- Francis Searle in 2 episodi (1954-1956)
- Daniel Birt in un episodio (1953)
- Anthony Young in un episodio (1954)
- Cy Roth in un episodio (1956)
- Barry Delmaine in un episodio (1957)
- David MacDonald in un episodio (1957)
- Harry Horner
- Joseph Sterling

### Sceneggiatori
Tra gli sceneggiatori sono accreditati:
- Guy Morgan in 11 episodi (1953-1956)
- Paul Vincent Carroll in 7 episodi (1953-1956)
- Lawrence B. Marcus in 7 episodi (1953-1955)
- Gabrielle Upton in 7 episodi (1953-1955)
- Doreen Montgomery in 7 episodi (1953-1954)
- Selwyn Jepson in 6 episodi (1953-1956)
- Derry Quinn in 6 episodi (1953-1956)
- Stanley Mann in 6 episodi (1954-1956)
- Abby Mann in 4 episodi (1954-1955)
- Larry Marcus in 3 episodi (1953-1954)
- Robert Westerby in 3 episodi (1953-1954)
- A.R. Rawlinson in 3 episodi (1954-1956)
- Jerome Gruskin in 3 episodi (1954-1955)
- Michael McCarthy in 3 episodi (1954-1955)
- Leigh Vance in 3 episodi (1954-1955)
- Anne Howard Bailey in 3 episodi (1956)
- Kent Donne in 2 episodi (1955-1956)
- Joseph Schull in 2 episodi (1955-1956)
- John Gilling in 2 episodi (1955)
- Paul David in 2 episodi (1956-1957)
- Irving Rubine in 2 episodi (1956-1957)

## Distribuzione
La serie fu trasmessa negli Stati Uniti dal 7 gennaio 1953 all'11 febbraio 1957 sulla rete televisiva NBC. È stata distribuita anche con i titoli Rheingold Theatre e Paragon Playhouse. Diversi episodi furono ricompilati a formare film distribuiti poi al cinema nel Regno Unito.

## Episodi
| Stagione         | Episodi | Prima TV USA |
| ---------------- | ------- | ------------ |
| Prima stagione   | 29      | 1953-1953    |
| Seconda stagione | 37      | 1953-1954    |
| Terza stagione   | 41      | 1954-1955    |
| Quarta stagione  | 33      | 1955-1956    |
| Quinta stagione  | 15      | 1956-1957    |